# Vingarne
Vingarne är en svensk dramafilm från 1916 i regi av Mauritz Stiller. I huvudrollerna ses Egil Eide, Lars Hanson och Lili Bech.

## Handling
Den egentliga filmen har en egendomlig ramhandling som klipptes bort när den visades utanför Sverige. 
Ramhandlingen: Medan regissören Mauritz Stiller arbetar med en filminspelning av Carl Milles skulptur Vingarna får han idén till en ny film. Han letar efter en ung man för huvudrollen och provfilmar Nils Asther i en scen mot Lili Bech. När han ser provfilmen är han inte nöjd med resultatet, han ber den etablerade skådespelaren Lars Hanson överta huvudrollen. 
Filmen premiärvisas på biografen Röda Kvarn i Stockholm med Lili Bech, Lars Hanson och Nils Asther i salongen. 
Huvudfilmen: Skulptören Claude Zoret får idén till sin skulptur Vingarne och samtidigt träffar den unge målaren Eugène Mikael som han tycker förkroppsligar hans bild av "Ikarus". Zoret adopterar Mikael, som står modell för skulpturen. 
Adoptivsonen förälskar sig i furstinnan Lucia de Zamikow som Zoret skall porträttera. För att rädda den utblottade furstinnan säljer Mikael skulpturen som han stått modell för och lovat att aldrig sälja. Zoret beger sig i upprivet tillstånd till furstinnan och ber att få tillbaka Mikael. 
Triangeldramat går mot en kris som slutar med att Zoret avlider ensam och den ångerfulle Mikael bryter med Lucia. 
Efter det tragiska slutet på den egentliga filmen kommer en komisk epilog som hör till ramhandlingen: Skådespelaraspiranten Asther utropar efter premiären på Röda Kvarn till Lili Bech: "Hur kunde Mikael ha hjärta att stöta bort Er?". Han söker upp henne och hotar att begå självmord när hon avvisar honom men hindras. Slutrepliken blir: "Ja, den ungdomen - och gudskelov, att den här filmen äntligen är slut."

## Om filmen
Filmen premiärvisades 24 september 1916 på biograf Röda Kvarn i Stockholm. Som förlaga har man den homosexuelle danske författaren Herman Bangs roman Mikaël som utkom 1904. 
Filminspelningen skedde vid Svenska Biografteaterns ateljé på Lidingö, biograf Röda Kvarn, Lärkstaden i Stockholm och på terrassen till Restaurang Foresta på Lidingö av Julius Jaenzon med Axel Esbensen som filmarkitekt. 
Initiativet till Vingarne togs av Stillers mångårige medarbetare Axel Esbensen som efter att ha läst Bangs roman skrev ett filmmanuskript med titeln "Målaren". Esbensen var liksom Stiller och Nils Asther själv känd homosexuell. 
I romanen står en tavla i handlingens centrum, men Stiller ansåg att man borde byta ut tavlan till en mer bildmässig skulptur, I Danmark blev filmen närmast ett publikfiasko. Den gick bara tre dagar på premiärbiografen Metropolteatret i Köpenhamn. Man trodde att alla kopior av filmen var borta, men 1987 återfanns en kopia utan ramhandling som restaurerades och finns nu i en visningsbar kopia i Filminstitutets filmarkiv. 
Carl Milles skulptur Vingarna tillkom 1908 och finns förutom vid Millesgården på kajen framför Nationalmuseum i Stockholm, utanför Göteborgs Konstmuseum, Waldemarsudde och vid Uplands nation i Uppsala. 
Bangs roman filmades åtta år senare 1924, av den danske regissören Carl Th Dreyer för det tyska filmbolaget Decla-Bioscop, den tyska filmen hette Michael och följde Bangs berättelse betydligt trognare än Stillers film. Stillers film har dock på senare år vunnit berömmelse som den allra första spelfilmen med homoerotiskt motiv.

## Rollista i urval

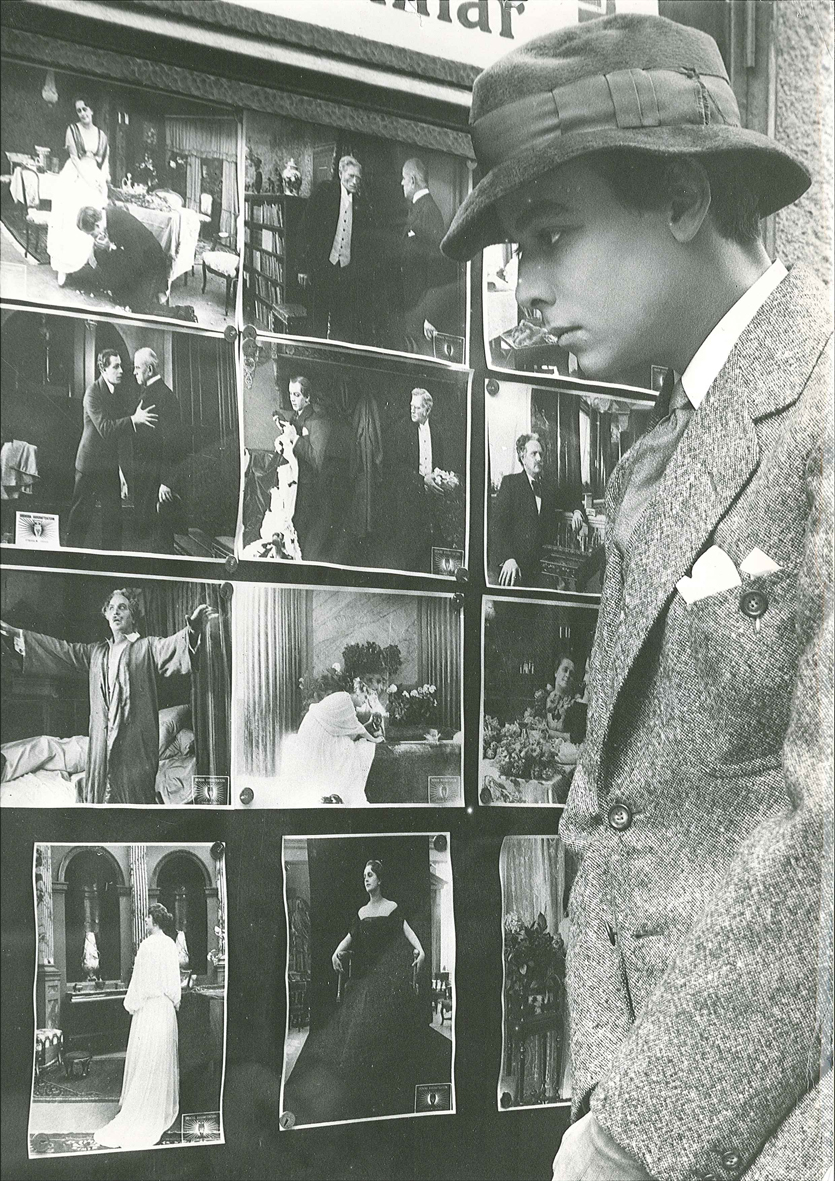
Filmdebuterande Nils Asther i en scen ur Vingarne.

- Egil Eide - Claude Zoret, konstnär
- Lars Hanson - Eugène Mikael, ung målare
- Lili Bech - Lucia de Zamikow, furstinna
- Albin Lavén - Charles Schwitt, vän till Zoret
- Bertil Junggren - konstnärsvän till Zoret
- Julius Hälsig - konstnärsvän till Zoret
- Alfred Lundberg - konstnärsvän till Zoret
- Thure Holm - läkaren
- Nils Asther - ung skådespelare i filmens ramhandling
- Mauritz Stiller - regissör i filmens ramhandling
- Julius Jaenzon - filmfotograf i filmens ramhandling
- Axel Esbensen - filmscenograf i filmens ramhandling